# Glaphyra (hetär)
Glaphyra, död efter 36 f.Kr., var en grekisk hetär under antiken.  Hon gifte sig med översteprästen Archelaus II av Komana, och förmådde sin senare älskare Marcus Antonius att år 36 f.Kr. installera hennes son Archelaos som kung av Kappadokien. 